# Halswell Tynte (1er baronnet)
Halswell Tynte, 1er baronnet (1649-1702) de Halswell House, Goathurst, Somerset, est un propriétaire foncier et homme politique anglais qui siège à la Chambre des communes de 1679 à 1685.

## Jeunesse
Tynte est baptisé le 4 février 1649, fils unique de John Tynte et de sa femme Jane Halswell, fille de Hugh Halswell de Halswell, Goathurst. Il s'inscrit à Hart Hall, Oxford en 1666. Son père meurt en 1669 et il hérite des domaines. En 1671, il est admis au Middle Temple. Il épouse Grace Fortescue (inhumée le 22 mars 1694), fille de Robert Fortescue de Buckland Filleigh, Devon, en vertu d'un règlement daté du 6 février 1671. En 1672, il hérite des domaines Halswell de son grand-père Hugh Halswell.

## Carrière

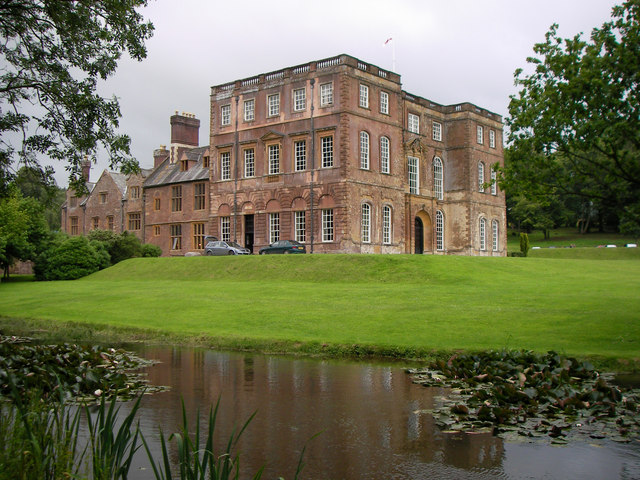
Halswell House

Tynte est nommé lieutenant adjoint du Somerset vers 1672 et juge de paix et commissaire à l'évaluation en 1673. Il est créé baronnet le 26 janvier 1674. De 1674 à 1675, il est haut shérif du Somerset. Il est également commissaire des récusants en 1675. En 1679, il est colonel de la milice du Somerset. Lors de la première élection générale de 1679, il est élu un double scrutin à Bridgwater, mais est réélu député de l'arrondissement, lors de la deuxième élection en octobre 1679. Il est nommé à des comités pour examiner des projets de loi visant à accélérer la condamnation des récusants et pour la sécurité contre le papisme, et pour enquêter sur les abus au bureau de poste. Il vote contre l'exclusion, mais n'est pas enregistré comme ayant fait des discours. En 1680, il cesse d'être commissaire à l'évaluation. Il est réélu député de Bridgwater en 1681, mais aussi en 1681 cesse d'être sous-lieutenant de Somerset. Il perd son siège sur le banc en 1683 mais il est restauré en 1684. Toujours en 1684, il est privé de son régiment de milice. En 1685, il est réélu député de Bridgwater contre une forte opposition conservatrice. Au Parlement, il n'est nommé qu'aux comités chargés d'empêcher l'exportation de la laine et d'encourager la fabrication de la laine. En 1689, il redevient commissaire à l'Assessment jusqu'en 1690, et sous-lieutenant jusqu'en 1691. A la Révolution, sept de ses chevaux sont saisis par les Hollandais. Il n'est pas renommé à la lieutenance en 1691, et deux ans plus tard perd son siège sur le banc en tant que non-juré.
Tynte est enterré à Goathurst le 7 avril 1702. Il a quatre fils, dont deux lui survivent, et trois filles. Il est remplacé comme baronnet par son fils John. Son petit-fils, un autre Halswell Tynte, siège pour Bridgwater en tant que conservateur de 1727 à 1730.